# Robert Pandini
Robert Pandini (Edmonton, 3 de junho de 1961) é um maquiador canadense. Ao lado de Siân Grigg e Duncan Jarman, foi indicado ao Oscar de melhor maquiagem e penteados por seu trabalho em The Revenant (2015).